# S-Bahn w Lucernie

Sieć S-Bahn Lucerna

S-Bahn w Lucernie – sieć szybkiej kolei miejskiej S-Bahn, otwarta w grudniu 2004. System S-Bahn działa w aglomeracji Lucerny i składa się z 10 linii. Jest częścią projektu S-Bahn Szwajcaria Centralna razem z Stadtbahn Zug.